# جون إل. أوسوليفان
جون إل. أوسوليفان (بالإنجليزية: John L. O'Sullivan)‏ هو صحفي ومُحرِّر ودبلوماسي وسياسي أمريكي، ولد في 15 نوفمبر 1813، وتوفي في 24 مارس 1895 في نيويورك في الولايات المتحدة بسبب إنفلونزا. حزبياً، نشط في الحزب الديمقراطي. وقد انتخب عضو جمعية ولاية نيويورك.